# Alfonso Castaldo
Alfonso Castaldo (Casoria, 6 novembre 1890 – Napoli, 3 marzo 1966) è stato un cardinale e arcivescovo cattolico italiano.

## Biografia
Nacque a Casoria il 6 novembre 1890 da Aniello Castaldo e Marianna Crispino. 

### Formazione e ministero sacerdotale
Studiò presso le Suore vittime espiatrici di Gesù Sacramentato di Casoria, dove ebbe l'occasione di seguire da vicino gli insegnamenti della fondatrice, Maria Cristina Brando, oggi santa, che lo prediligeva quale carissimo "figliuolino spirituale". 
Frequentò gli studi classici presso il seminario di Cerreto Sannita e conseguì la licenza ginnasiale presso il liceo Statale di Benevento e la licenza liceale presso il Liceo governativo di Santa Maria Capua Vetere. 
Nonostante le difficoltà incontrate dalla prematura morte del padre, dopo aver concluso gli studi teologici, fu ordinato presbitero con regolare dispensa all'età di 23 anni l'8 giugno 1913 dal vescovo di Cerreto Sannita, monsignor Angelo Michele Iannacchino.
Dopo una breve parentesi a Casavatore, fece ritorno a Casoria, dove lavorò a stretto contatto con il parroco di San Mauro, il proposito Luigi Parisi.
Durante la prima guerra mondiale fu chiamato nel corpo della sanità e mandato presso la certosa di Padula, adibita a caserma per i prigionieri di guerra.
Al rientro si dedicò completamente all'apostolato, diventando preposito curato dalla Collegiata di San Mauro di Casoria ad appena 28 anni.
Profuse tutte le sue energie e consacrò l'entusiasmo giovanile al recupero dei beni della parrocchia, alla manutenzione della chiesa, danneggiata dal terremoto del 1930, all'insegnamento del catechismo. 
Fu soprattutto discepolo spirituale di padre Ludovico da Casoria, oggi santo, di cui volle seguire le orme realizzando alcune opere sociali ancora oggi in piena attività. 
Nella sua città natale, infatti, costruì la "Pia casa di riposo San Mauro" per gli anziani e il "Madrinato San Placido" per i bambini, affidando la cura di queste istituzioni alle suore Figlie della carità di San Vincenzo de' Paoli.
Fu in contatto con madre Giulia Salzano, fondatrice delle Suore catechiste del Sacro Cuore, oggi santa, che assistette sul letto di morte.

### Ministero episcopale e cardinalato
In seguito alla scomparsa di monsignor Giuseppe Petrone, vescovo di Pozzuoli, il 27 marzo 1934 fu eletto alla sede vescovile puteolana, nonostante le ripetute resistenze opposte alla chiamata episcopale. A Pozzuoli fece ingresso solenne il 5 agosto dello stesso anno. 
La preoccupazione del neovescovo di Pozzuoli si diresse subito alle opere sociali prodigandosi per gli anziani, i bambini e i giovani in stato di bisogno. Promosse opere di assistenza sociale, fece restaurare la sede vescovile, costruire il liceo femminile e maschile, ammodernare e costruire scuole materne ed elementari, restaurare diverse parrocchie e lo stesso duomo. 
Dal 1944 al 1950, inoltre, incrementò le opere assistenziali sia invernali sia estive, i corsi per gli analfabeti e per i disoccupati e per questi scopi promosse ed edificò "Il villaggio del fanciullo" a Pozzuoli, l'istituto "Educatorato della Madonna Assunta" a Bagnoli e l'istituto femminile di "Maria Immacolata" a Pozzuoli.
Il 14 gennaio 1950 fu nominato arcivescovo titolare di Tessalonica, arcivescovo coadiutore del cardinale Alessio Ascalesi di Napoli ed amministratore apostolico di Pozzuoli. 
Dopo la morte dell'arcivescovo di Napoli, il 15 maggio 1952 fu designato da Pio XII quale amministratore apostolico di Napoli. 
L'8 settembre 1952 giunse nella città partenopea il nuovo arcivescovo metropolita, Marcello Mimmi, fino ad allora arcivescovo di Bari e monsignor Castaldo fu confermato nel suo ruolo di coadiutore.

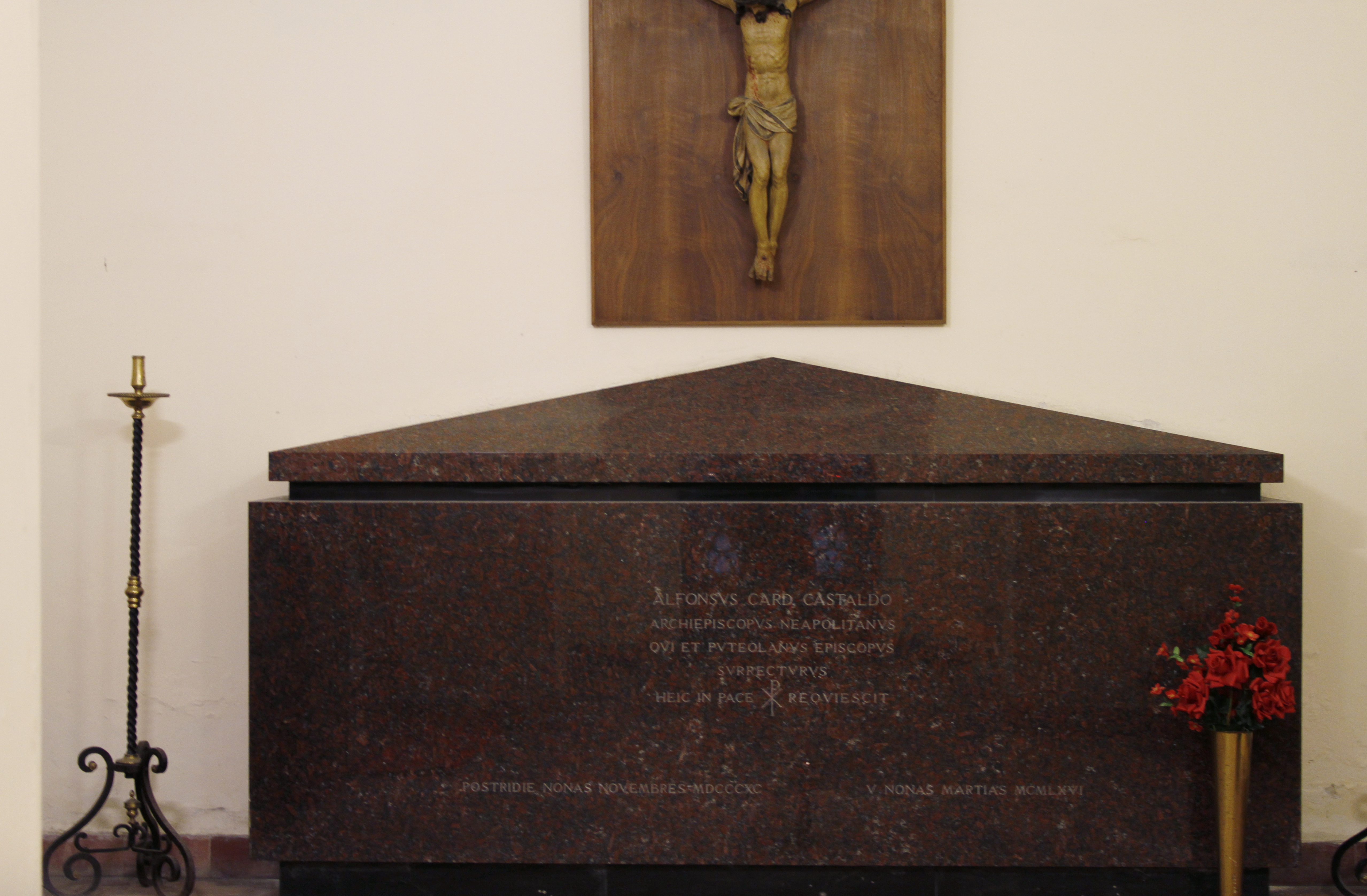
La tomba del card. Castaldo nel duomo di Napoli

Quando il cardinale Mimmi fu chiamato a Roma in qualità di segretario della Sacra Congregazione Concistoriale, in data 7 febbraio 1958 fu promosso arcivescovo metropolita di Napoli. Il 5 agosto dello stesso anno fu nominato nuovamente anche vescovo di Pozzuoli, unendo le due sedi in persona episcopi. 
Papa Giovanni XXIII lo elevò al rango di cardinale, assegnandogli il titolo presbiterale di San Callisto, nel concistoro del 15 dicembre 1958. 
Si preoccupò di ripristinare a Pozzuoli il culto di Sant'Artema e indisse inoltre le celebrazioni paoline, per far memoria del 19º centenario della venuta di San Paolo a Pozzuoli nel suo ultimo viaggio verso Roma. In tale occasione, intitolò all'apostolo lo stadio di Napoli, sito nel quartiere di Fuorigrotta, afferente alla diocesi di Pozzuoli.
Partecipò attivamente al Concilio Vaticano II.
A Roma istituì il "Collegio San Gennaro" per il perfezionamento dei sacerdoti. 
Nel 1963 partecipò al conclave che elesse papa Paolo VI.
Ha ricevuto la cittadinanza onoraria dei comuni di Pozzuoli, Bacoli, Monte di Procida, Quarto, Portici e Napoli.
A seguito dell'aggravarsi delle sue condizioni fisiche, tenendo stretta al petto la teca col sangue di San Gennaro, spirò alle 10.50 del giorno 3 marzo 1966 all'età di 75 anni. Le sue spoglie riposano nella cappella del Succorpo del duomo di Napoli.

## Genealogia episcopale e successione apostolica
La genealogia episcopale è:
- Cardinale Scipione Rebiba
- Cardinale Giulio Antonio Santori
- Cardinale Girolamo Bernerio, O.P.
- Arcivescovo Galeazzo Sanvitale
- Cardinale Ludovico Ludovisi
- Cardinale Luigi Caetani
- Cardinale Ulderico Carpegna
- Cardinale Paluzzo Paluzzi Altieri degli Albertoni
- Papa Benedetto XIII
- Papa Benedetto XIV
- Papa Clemente XIII
- Cardinale Marcantonio Colonna
- Cardinale Giacinto Sigismondo Gerdil, B.
- Cardinale Giulio Maria della Somaglia
- Cardinale Carlo Odescalchi, S.I.
- Cardinale Costantino Patrizi Naro
- Cardinale Serafino Vannutelli
- Cardinale Domenico Serafini, Cong. Subl. O.S.B.
- Cardinale Alessio Ascalesi, C.PP.S.
- Cardinale Alfonso Castaldo

La successione apostolica è:
- Vescovo Salvatore Sorrentino (1960)